# Here's to Never Growing Up
Here's to Never Growing Up is een nummer van de Canadese rockzangeres Avril Lavigne uit 2013. Het is de eerste single van haar vijfde titelloze studioalbum.
"Here's to Never Growing Up" gaat over eeuwig jong zijn, en bevat een verwijzing naar de band Radiohead. Muziekcritici vergeleken het nummer met nummers van Katy Perry, Kesha en Taylor Swift. Het nummer werd een grote hit in Azië, en een bescheiden hit in Noord-Amerika en Europa. In Lavigne's thuisland Canada haalde het de 17e positie. In de Nederlandse Top 40 haalde het nummer de 28e positie, en in Vlaanderen de 10e positie in de Tipparade.